# ヴェネツィア・メストレ駅
ヴェネツィア・メストレ駅（イタリア語: Stazione di Venezia Mestre）は、イタリアのヴェネツィア市メストレにある、レーテ・フェッロヴィアーリア・イタリアーナ（RFI）の鉄道駅。グランディ・スタツィオーニ計画に含まれる。
本項では、近接するヴェネツィアトラムのメストレ・スタチオーネFS電停（イタリア語: Mestre Stazione FS）についても述べる。

## 概要
この駅は、リベルタ橋を渡りヴェネツィアの潟にあるヴェネツィア・サンタ・ルチーア駅に至る最後の駅である。ヴェネツィア・メストレ駅は、貨物や乗客にとって重要な場所となっており、1日の利用者は35,000人となっている。さらに、この駅はミラノ - ヴェネツィア、メストレ - トリエステ等といった路線がここに集まっているために、ヴェネト州の重要な合流点となっている。ヴェネツィア・メストレ駅は5路線の拠点駅の一つとして機能している。IATA空港コードは「XVY」。
2010年12月にはトラムが開業し駅前に乗り入れた。その後の延伸工事によって、現在トラムは駅の地下に乗り入れている。

## 駅構造

### RFI
単式ホーム1面1線と島式ホーム6面12線の合計7面13線を有する地上駅。駅舎は単式ホームに隣接しており、各ホームへは地下道にて連絡している。

### ヴェネツィアトラム
駅入口はFSの駅舎の東側にあるバスターミナル上に設置されている。ホームはFSの線路を南北に跨ぐため地下駅となっており、相対式ホーム2面2線を有する。

## 隣の駅
トレニタリア
フレッチャロッサ
パドヴァ駅 - ヴェネツィア・メストレ駅 - ヴェネツィア・サンタ・ルチーア駅/サン・ドナ・ディ・ピアーヴェ＝イェーゾロ駅/トレヴィーゾ中央駅
フレッチャルジェント、フレッチャビアンカ、ユーロシティ・インターシティ・ノッテ
パドヴァ駅 - ヴェネツィア・メストレ駅 - ヴェネツィア・サンタ・ルチーア駅
レールジェット
トレヴィーゾ中央駅 - ヴェネツィア・メストレ駅 - ヴェネツィア・サンタ・ルチーア駅
インターシティ
パドヴァ駅 - ヴェネツィア・メストレ駅 - サン・ドナ・ディ・ピアーヴェ＝イェーゾロ駅
ユーロナイト
フェラーラ駅 - ヴェネツィア・メストレ駅 - タルヴィージオ・ボスコヴェルデ駅
レギオナルトレイン
パドヴァ駅/クアルト・ダルティーノ駅/プレガンツィオール駅/ミーラ＝ミラーノ駅/ヴェネツィア・メストレ病院駅/スピネーア駅/ヴェネツィア・カルペネド駅 - ヴェネツィア・メストレ駅 - ヴェネツィア・サンタ・ルチーア駅/クアルト・ダルティーノ駅/ヴェネツィア・ポルト・マルゲーラ駅
ヌオーヴォ・トラスポルト・ヴィアッジャトーリ
イタロ
パドヴァ駅 - ヴェネツィア・メストレ駅 - ヴェネツィア・サンタ・ルチーア駅
Sistemi Territoriali
レギオナルトレイン
ヴェネツィア・メストレ・ポルタ・オヴェスト駅 - ヴェネツィア・メストレ駅 - ヴェネツィア・ポルト・マルゲーラ駅
ヴェネツィアトラム
T2線
セルナリーア電停 - スタチオーネFS電停 - ジオバナッチ電停